# Nicodemus Philippi
Nicodemus Philippi (São Ludgero, 4 de abril de 1923 — Braço do Norte, 5 de junho de 1977) foi um industrial brasileiro.

## Vida
Nasceu no Morro do Cruzeiro, município de São Ludgero. Filho de Augusto Philippe e de Maria Wendhausen Philippe. Irmão de Tobias Felippe (sic). Casou com Zilda Daufenbach Philippi, em 2 de dezembro de 1948.

## Carreira
Em 27 de maio de 1962 Nicodemus Philippi começou a fabricar doce de banana, juntamente com seus irmãos, Tobias, Severiano e David. Esta empresa é atualmente denominada Áurea Alimentos.